# Institut Orquestral de l'Associació Obrera de Concerts

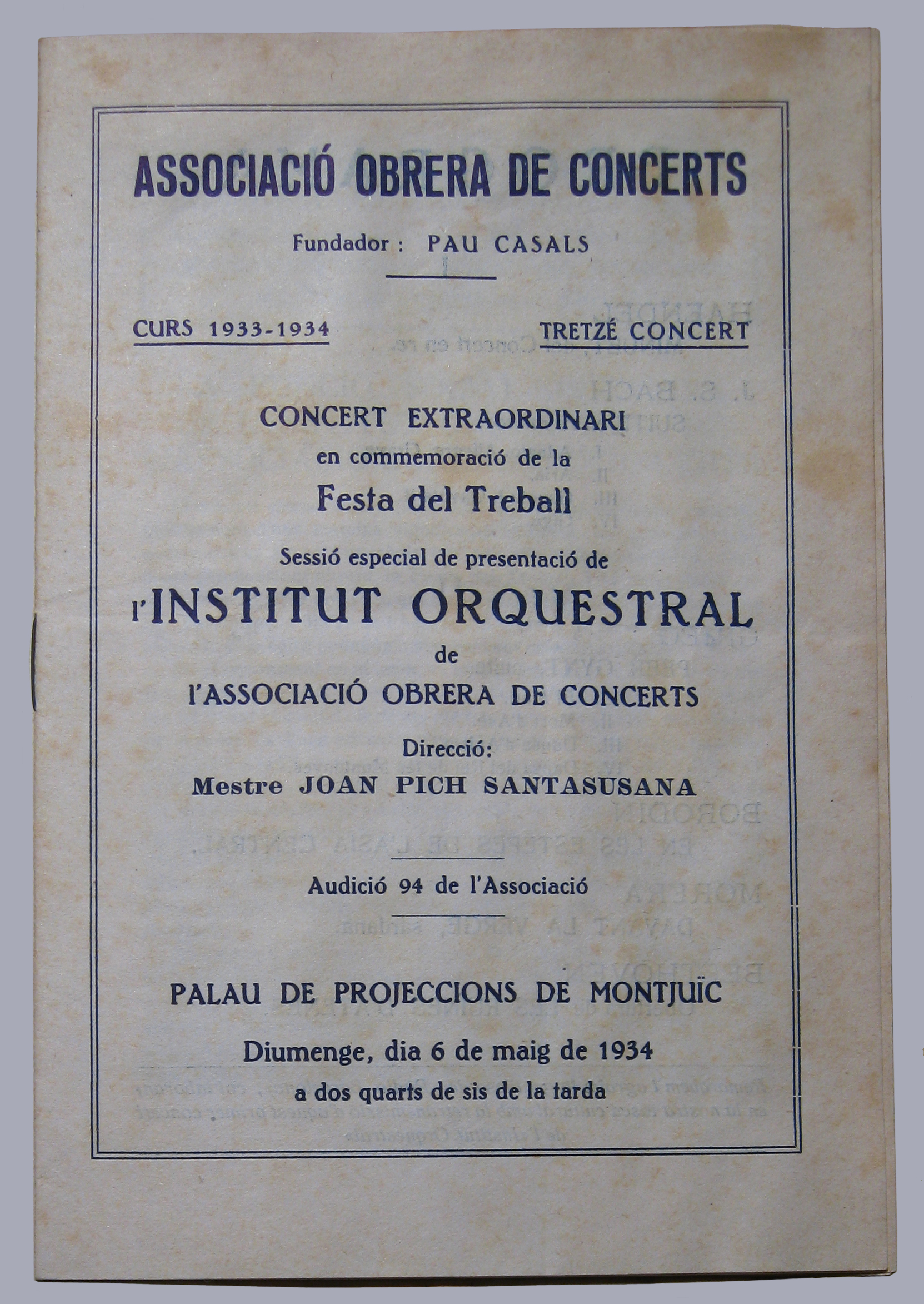
Programa del concert de presentació de l'Institut Orquestral de l'Associació Obrera de Concerts. Palau de Projeccions de Montjuïc, Barcelona 6 de maig de 1934.

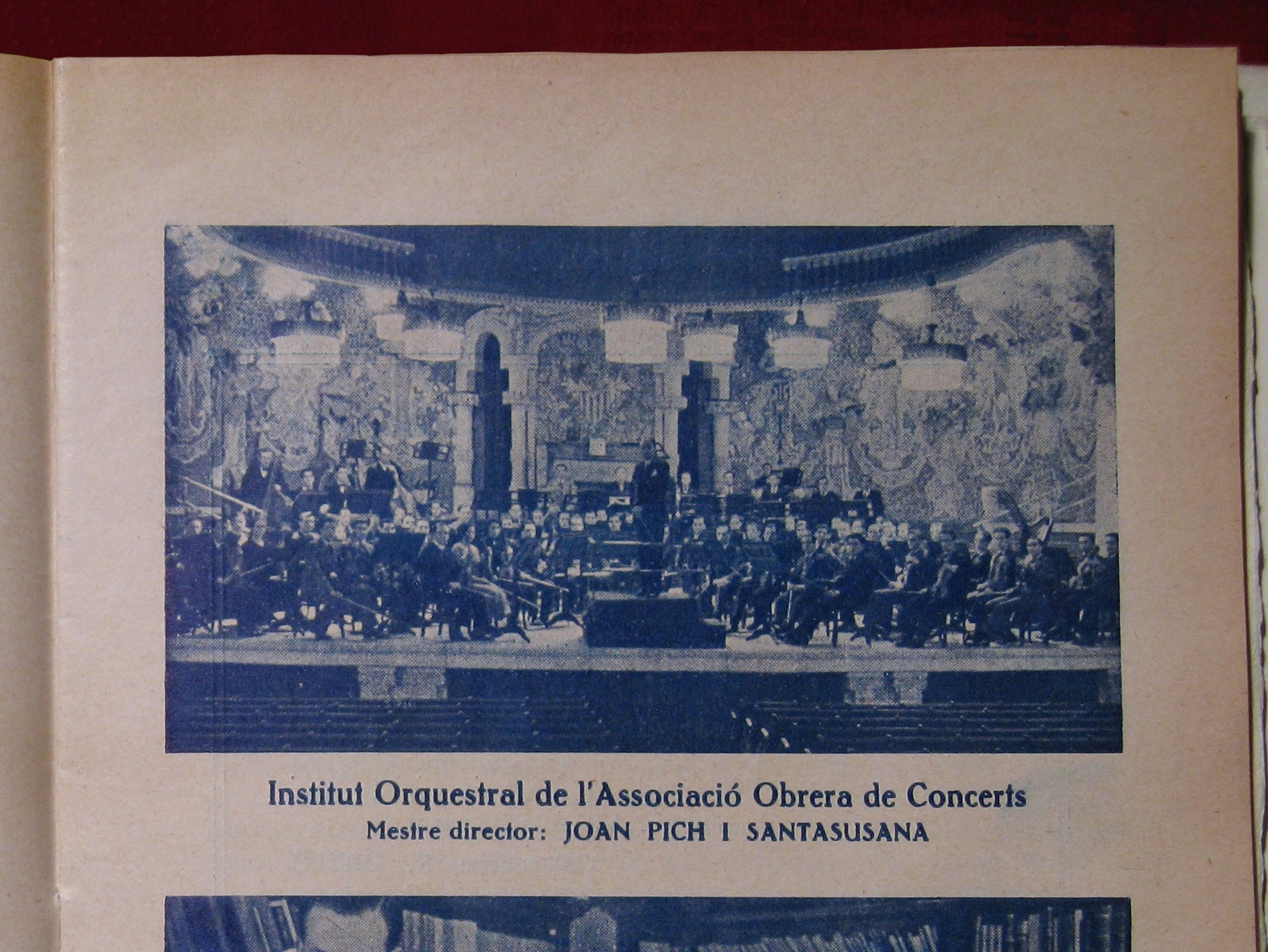
Interior del programa del concert de presentació de l'Institut Orquestral de l'A.O. de C. Joan Pich i Santasusana al capdavant de l'orquestra. Barcelona 6 de maig de 1934

L'Institut Orquestral fou una orquestra creada dins l'Associació Obrera de Concerts l'any 1931. De totes les agrupacions que tingué aquesta associació, fundada per Pau Casals l'any 1925, l'Institut Orquestral en fou la més popular. Els socis Josep Maria LLorens i Josep Burgas en foren els impulsors i el 6 de maig de 1934 se'n celebrà el concert de presentació pública sota la batuta del qui en fou el seu director, el jove violoncel·lista i director d'orquestra Joan Pich i Santasusana. El concert s'esdevingué en el Palau de Projeccions de Montjuïc en un acte amb motiu de la Festa del Treball, s'interpretaren obres de J.S. Bach, E. Grieg, A. Borodin, L.van Beethoven i Enric Morera.
Entre les moltes actuacions d'aquesta orquestra que arribà a tenir una vuitantena de músics cal destacar-ne algunes de singulars com el concert d'homenatge a Pau Casals al barri de Sant Salvador (El Vendrell) el 22 de juliol de 1934 que fou retransmès per Ràdio Barcelona, una actuació extraordinària al Palau de la Música Catalana el desembre de 1935 i, molt especialment, el concert que la agrupació simfònica oferí el 19 d'abril de 1936 als participants al III Congrés de la Societat Internacional de Musicologia celebrat a Barcelona, entre el públic s'hi trobaven músics de la talla d'Arnold Schönberg, Joan Lamote de Grignon, Anton Webern, Robert Gerhard, Hermann Scherchen, Pau Casals, Joaquín Turina…, el president de l'International Society for Contemporany Music, Edward Joseph Dent.
Els Míting-Concert foren l'activitat més popular de l'Institut Orquestral, eren audicions fetes a les barriades de Barcelona i poblacions adjacents on l'agrupació es presentava com una orquestra de treballadors que feia música per a tothom sense distinció. Actuaren als barris de Barcelona i a poblacions com El Vendrell, Sant Feliu de Llobregat, Terrassa, Mataró i Sabadell. En aquests concerts hi participaren activament els compositors Jaume Pahissa i Enric Morera. El lema de L'Institut Orquestral i que resumia perfectament la seva funció social i pedagògica fou: "Cultura per a fruir la música per a millorar la nostra cultura". L'any 1939, com la resta d'agrupacions de l'Associació Obrera de Concerts, hagué de cessar definitivament les seves activitats.